# 야마사토촌 (돗토리현)
야마사토촌(山郷村)은 돗토리현 야즈군에 있던 촌이다. 현재의 지즈정에 해당한다.